# Andreas Vesalius

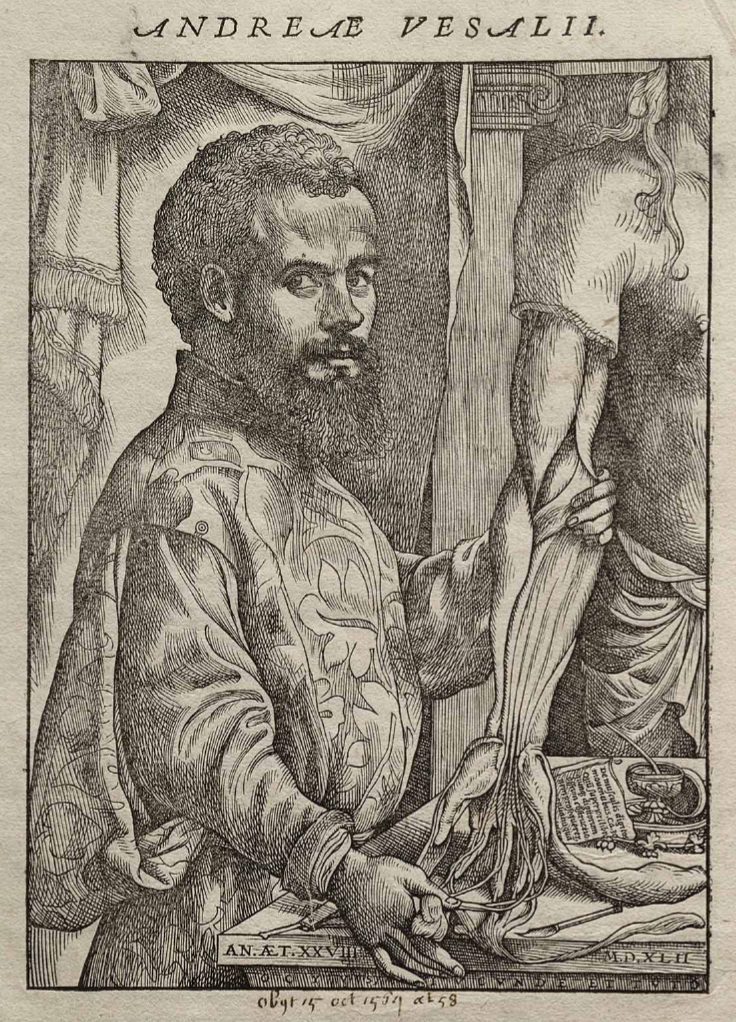
Andreas Vesalius, vor 1544. Holzschnitt von Jan Stephan van Calcar aus Vesalius’ Schrift De humani corporis fabrica, Basel 1543

Andreas Vesal oder latinisiert Andreas Vesalius (aus flämisch Andries van Wezel, eigentlich Andreas Witinck bzw. Andries Witting van Wesel (te Brussel), auch Andreas Witing; * 31. Dezember 1514 in Brüssel; † 15. Oktober 1564 auf Zakynthos/Griechenland) war ein flämischer Anatom und Chirurg der Renaissance bzw. des Humanismus deutscher Abstammung. Er gilt als Begründer der neuzeitlichen Anatomie und des morphologischen Denkens in der Medizin. Vesal wirkte als Professor an der Universität von Padua. Er war zudem Leibarzt Kaiser Karls V. und König Philipps II. von Spanien. Bekannt wurde er vor allem durch sein 1543 erschienenes Hauptwerk De humani corporis fabrica libri septem („Sieben Bücher vom Bau des menschlichen Körpers“), womit er einen lange Zeit unübertroffenen Beitrag humanistischer Gelehrsamkeit zur Kenntnis der Anatomie des Menschen geschaffen hat. Durch seine Arbeiten zu Abnormitäten der Organe legte er zudem den Grundstein zur pathologischen Anatomie.

## Leben
Andreas Vesal (bzw. Andries van Wesel) stammte aus einer alten Weseler Familie (der Name Vesal erinnert noch daran), die jedoch früh auswanderte. Der Vater Andries van Wesel (1479–1544) war habsburgischer Leibapotheker am Kaiserhof Karls V. in Flandern, die Mutter hieß Elisabeth Crabbe.
Vesal besuchte die Schule in Brüssel, studierte ab 1530 an der Universität Löwen alte Sprachen und Wissenschaften und erhielt dort seine humanistische Bildung. 1531 wechselte er zur Medizin. Vesalius ging 1533 nach Paris, um mit Miguel Serveto unter Jacques Dubois (Jacobus Sylvius) und Johann Winter von Andernach galenische Medizin und Anatomie zu studieren. Er war jedoch von Sylvius’ strikter Anlehnung an Galenos (Galen) und von der realitätsfernen Ausbildung an der Universität enttäuscht und verließ Paris 1536 wegen des Dritten Krieges Karls V. gegen Franz I. wieder.
Er kehrte nach Löwen zurück und beendete dort sein Studium. Weil er sich selbst Gewissheit über anatomische Einzelheiten verschaffen wollte, über die er an der Universität aus den Lehren von Galen gehört hatte, verschaffte er sich dort die Leiche eines Hingerichteten und präparierte das Skelett. Hierbei stellte er Abweichungen zu den Angaben von Galen fest. In Löwen konnte Vesal dank guter Beziehungen zur Obrigkeit 1537 seine erste öffentliche Leichenöffnung (Sektion) durchführen.
Anfang 1537 gab Vesal als Kandidat der Medizin (ein dem Master vergleichbarer Abschluss) in Brüssel sein philosophisches Erstlingswerk heraus, die Paraphrasis ad nonum librum Rhazae, eine Beschäftigung mit den Theorien und Methoden des persischen Arztes Rhazes (Abu Bakr Muhammad ibn Zakariya ar-Razi), der etwa von 860 bis 925 gelebt hatte.
Danach ging er nach Oberitalien. Am 3. Dezember 1537 wurde er promoviert; tags darauf wurde er in Padua zum Professor der Chirurgie und Anatomie ernannt. So lehrte er die nächsten Jahre als Lehrstuhlinhaber in Padua.
Später zog er nach Venedig, wo er 1537 zu Besuch gewesen war und dort erfolgreich Pleuritis-Kranke operiert hatte. In Anerkennung seiner hervorragenden Kenntnisse erhielt Vesalius vom venezianischen Senat einen fünfjährigen Zeitvertrag als Professor für Chirurgie, mit Lehrverpflichtung in Anatomie. Im großen venezianischen Stadtspital konnte er nicht nur „seine anatomischen und medizinischen Kenntnisse vertiefen, sondern auch im Hinblick auf seine musischen Neigungen wesentliche Anregungen von der Malschule des Tizian […] empfangen.“ Während seines Aufenthaltes in Venedig lernte er den gleichfalls vom Niederrhein stammenden Maler und Holzschneider Jan Stephan van Calcar kennen, der großen Einfluss auf die künstlerische Gestaltung seiner wissenschaftlichen Werke hatte.
Vesal, im Schrifttum seiner Zeit Vesalius genannt, führte um 1542 eine (rhythmische) Beatmung über ein in die Luftröhre eingebrachtes Röhrchen, einen Tubus aus Schilfrohr, durch und brachte damit ein stillstehendes Herz wieder zum Schlagen. Diese 1543 publizierte erste belegte endotracheale Intubation erfolgte nur im Tierversuch und fand keine weitere Beachtung.
Sechs anatomische Flugblätter für Studenten, die Tabulae anatomicae sex, gab Vesal 1538 in Venedig heraus. Zumindest hier gilt als gesichert, dass Jan Stephan van Calcar die dazugehörigen Skelettzeichnungen anfertigte. Einen Monat später gab Vesal eine Neuausgabe der Institutiones anatomicae des Johann Winter ohne dessen Wissen heraus. Sie war als Kompendium für Studenten gedacht. Vesals Aderlassbrief erschien 1539, drei weitere Traktate zu einer großen Galen-Ausgabe verfasste er 1541.

## Kaiserlicher Leibarzt
Im Jahr 1544 reiste Andreas Vesal nach Pisa, nachdem er sich Karl V. als Leibarzt verpflichtet hatte, und hielt dort eine öffentliche Sektion ab. Auch ein Lehramt an der Universität Pisa wurde ihm angetragen, doch die Annahme des Rufs wurde ihm von Kaiser Karl V. verwehrt. Vesal zog nach Brüssel und war weiter schriftstellerisch tätig. Er publizierte 1546 eine Abhandlung über die Chinawurzel und heiratete im selben Jahr. Als sich Kaiser Karl V. 1556 nach Spanien zurückzog, wollte er Vesal, mit einer Leibrente versehen, in den Niederlanden zurücklassen. Ein Jahr zuvor, 1555, war die zweite Auflage der „Fabrica“ erschienen, die in einer noch schöneren Typographie nach dem Entwurf des französischen Schriftsetzers Claude Garamond wieder zu einem Meisterwerk der europäischen Buchkunst geraten war (die Bücher 1–5 kamen schon 1552 auf den Markt). Unzählige kleinere Veränderungen hatte Vesal in diese Ausgabe eingearbeitet. Sie enthielt auch Antworten auf Angriffe gegen ihn und zudem war sie durch eine freiere Haltung gegenüber Galen gekennzeichnet.
Vesals wissenschaftliches Interesse erlosch nun zwar nicht, doch trat er in den Dienst Philipps II. von Spanien, dessen Hof 1559 nach Madrid verlegt wurde. Vesal war jetzt Arzt des niederländischen Hofstaates. Schließlich unternahm er 1564 eine Pilgerreise ins Heilige Land, von der er nicht mehr zurückkam: Während der Rückreise von Jerusalem erkrankte er und musste an Land gehen. In Zante starb er. Er soll von Pilgern bestattet worden sein.
Legenden um diesen frühen Tod brachten Vesalius mit der Inquisition in Verbindung. Hubertus Languetus schrieb ein Jahr nach Bekanntwerden seines Todes an den Arzt Caspar Peucer, Vesalius habe aus Versehen einen Menschen bei lebendigem Leib seziert und sei zur Strafe verpflichtet worden, nach Jerusalem zu reisen.

## Öffentliche Sektionen
In Bologna, der Scholarenuniversität, sezierte Vesal 1540 öffentlich: Die erste Vorlesung fand in der Kirche San Salvador statt, die anatomische Demonstration in einem eigens dazu errichteten Anatomischen Theater unter dem sakralen Schutz der Kirche San Francesco.
Auch ein deutscher Medizinstudent war eingeladen worden, der Sektion beizuwohnen. Der aus Liegnitz stammende Balthasar Heseler (1508/1509–1567) berichtete später, Vesal habe die Sektion vor etwa 200 Zuschauern, darunter 150 Studenten, vorgenommen. Zunächst habe er sich von der alten Vorgehensweise, deren Vertreter Galen und Mondino er namentlich genannt habe, distanziert, und – statt sofort Brust, Bauch und Schädel zu eröffnen – mit der Myologie (Muskellehre) begonnen, die bis zu Leonardo da Vinci völlig vernachlässigt worden war, und alle Details der Myologie und Osteologie (Knochenlehre) dargelegt. Während der Demonstration Vesals habe Jacobus Erigius, ein Mitglied der Medizinischen Fakultät Bolognas, ebenfalls eine Leiche seziert und sich wegen seines unsachgemäßen Vorgehens den Spott des Ersteren zugezogen.
Seitdem die Zahl der Sektionen in Padua häufiger geworden war, hatte Vesalius nicht nur die Autorität des Galen ins Wanken gebracht, sondern durch vermehrte Berücksichtigung von Organ-Abnormitäten den Grundstein für die spätere pathologische Anatomie gelegt.

## De humani corporis fabrica libri septem

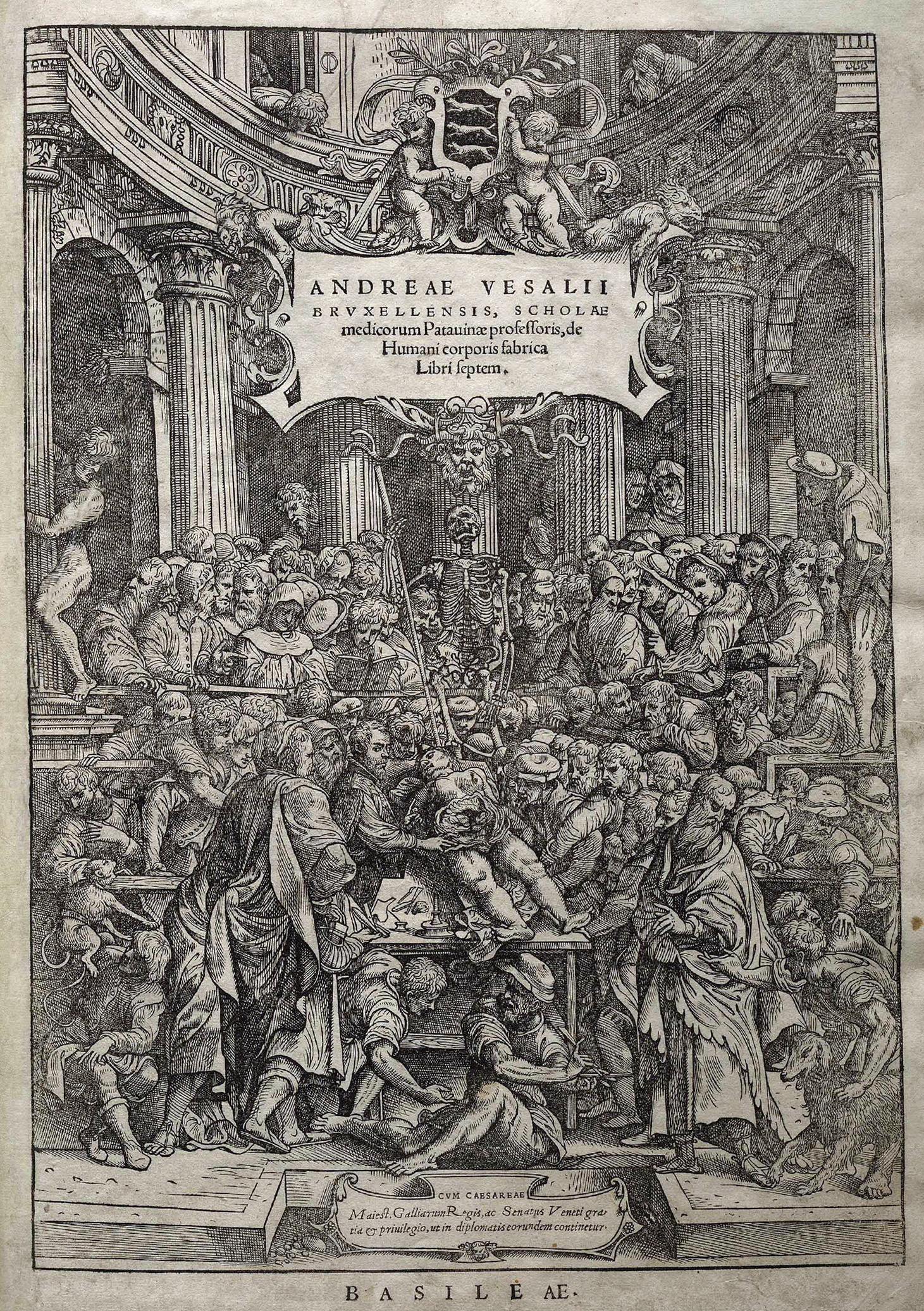
Holzschnitt von Jan Stephan van Calcar: Frontispiz aus De humani corporis fabrica, Basel 1543

In den Jahren 1538 bis 1542 bereitete Vesal das umfangreiche Anatomielehrwerk De humani corporis fabrica libri septem (lateinisch für „Sieben Bücher über den Aufbau des menschlichen Körpers“) vor, das die neuzeitliche Anatomie begründete. Die Konsequenz, Konzentration und der manische Eifer, die Fabrica zu vollenden, ließen ihn bei seinen Mitmenschen schweigsam und melancholisch (taciturnus et melancholicus) erscheinen.
Während Vesal Professor und Prosektor war, sezierte er 1539 die Leichen aller in Padua Hingerichteten. 1540 folgten anatomische Demonstrationen in Bologna.
Im Vorwort zur Fabrica übte er vehemente Kritik an der anatomischen Lehre Galens, der selbst nie ein Hehl daraus gemacht hatte, nur Tierkadaver seziert zu haben.
Dieses sorgfältig typographisch ausgestattete Lehrbuch zeigt rund 200 zum Teil ganzseitige Illustrationen. Er zeichnete darin unter anderem, sich dabei auf Plinius beziehend, eine Abstammungslinie vom Affen über die Pygmäen hin zum Menschen.
Mit seinem revolutionären, in humanistischer Weise in ciceronischem Latein verfassten Werk und der Lösung von den anatomischen Lehren Galens war der als Humanist handelnde Vesal, der für seine Sektionen auch auf antike alexandrinische Vorbilder des 3. Jahrhunderts v. Chr. zurückgriff, der Hauptbegründer der neuzeitlichen Anatomie und Reformer deren Nomenklatur, bei der Vesal auf den Wortschatz der antiken römischen Medizinschriftsteller und insbesondere den von Aulus Cornelius Celsus zurückgriff.

### Veröffentlichung und Kolloquium
De humani corporis fabrica libri septem (nebst deren Auszug für Chirurgen), fertiggestellt 1542, erschien erstmals 1543 in Basel bei dem Verleger Johannes Oporinus. Vesalius hatte die Holzstöcke seiner Illustrationen, fertig geschnitten, zusammen mit den Probeabzügen nach Basel bringen lassen. Er selbst folgte 1543 nach und hielt in Basel im Mai unter Assistenz des Ratsherrn und zünftischen Wundarztes Franz Jeckelmann (später Schwiegervater von Felix Plater) ein berühmt gewordenes anatomisches Kolloquium ab. Das hierbei von Vesalius präparierte sogenannte Vesalsche Skelett ist noch heute erhalten und das älteste Stück der anatomischen Sammlung in Basel. Es soll 1543 aus den sterblichen Überresten des Straftäters Jakob Karrer von Gebweiler präpariert worden sein.
Leonhart Fuchs bearbeitete Vesals Werk und gab es 1551 zunächst unter dem lateinischen Titel De humani corporis fabrica ex Galeni et Andreae Vesalii libris concinnata in Tübingen heraus, ließ aber im selben Jahr auch eine deutschsprachige populärwissenschaftliche Fassung verbreiten.

### Thesen
Vesal vertrat entgegen der allgemeinen Überzeugung die Ansicht, allein der menschliche Leib sei der zuverlässige Weg zur Erkenntnis des menschlichen Körperbaus.
Als anatomisch unhaltbar griff er (auf S. 515 seiner Fabrica) die These an, dass die Niere durch ein Sieb in zwei Höhlen getrennt sei. Vesal beschrieb erstmals die Bänder der Gelenke und den Zwischengelenkknorpel des Kiefergelenks und identifizierte als Erster die Pulpahöhle. Seine Schüler führten diese auf Erfahrung beruhende Anatomie weiter.
Vesal beschrieb eingehend das Ventrikelsystem des menschlichen Gehirns und schuf damit eine der Grundlagen der Neurochirurgie. Auch wenn er keine „Poren“ in der Herzscheidewand (Septum) gefunden hat, hielt Vesal am Irrtum Galens fest, dass Blut aus dem rechten Herzen durch das Septum in die linke Herzkammer fließe.
Seiner Zeit entsprechend hatte Vesal die Auffassung, die weiblichen Genitalien seien wie die männlichen, nur nach innen gewölbt. So zeichnete er die Vagina als Penis mit der Vulva als Eichel.
Illustrationen aus De humani corporis fabrica libri septem

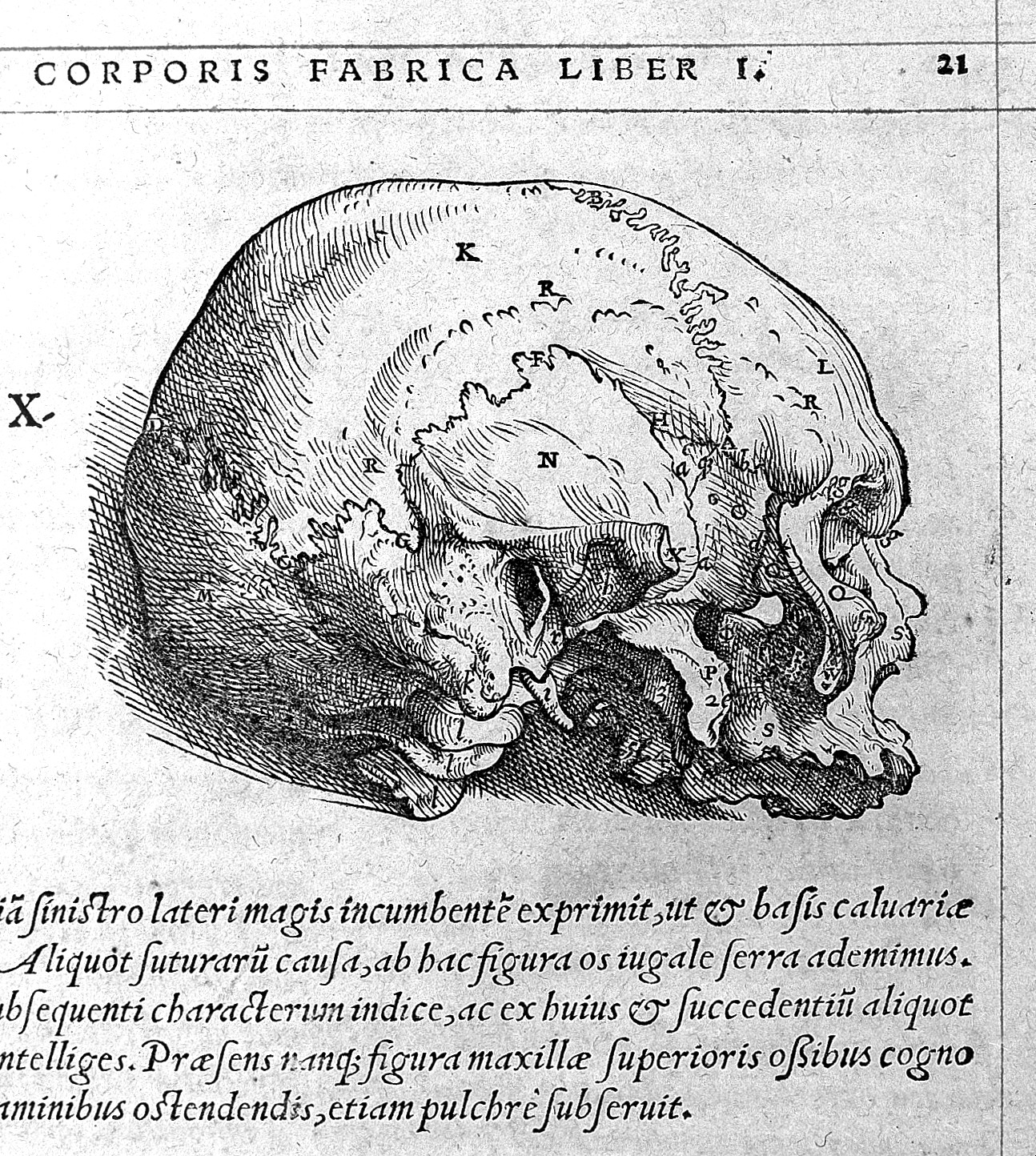
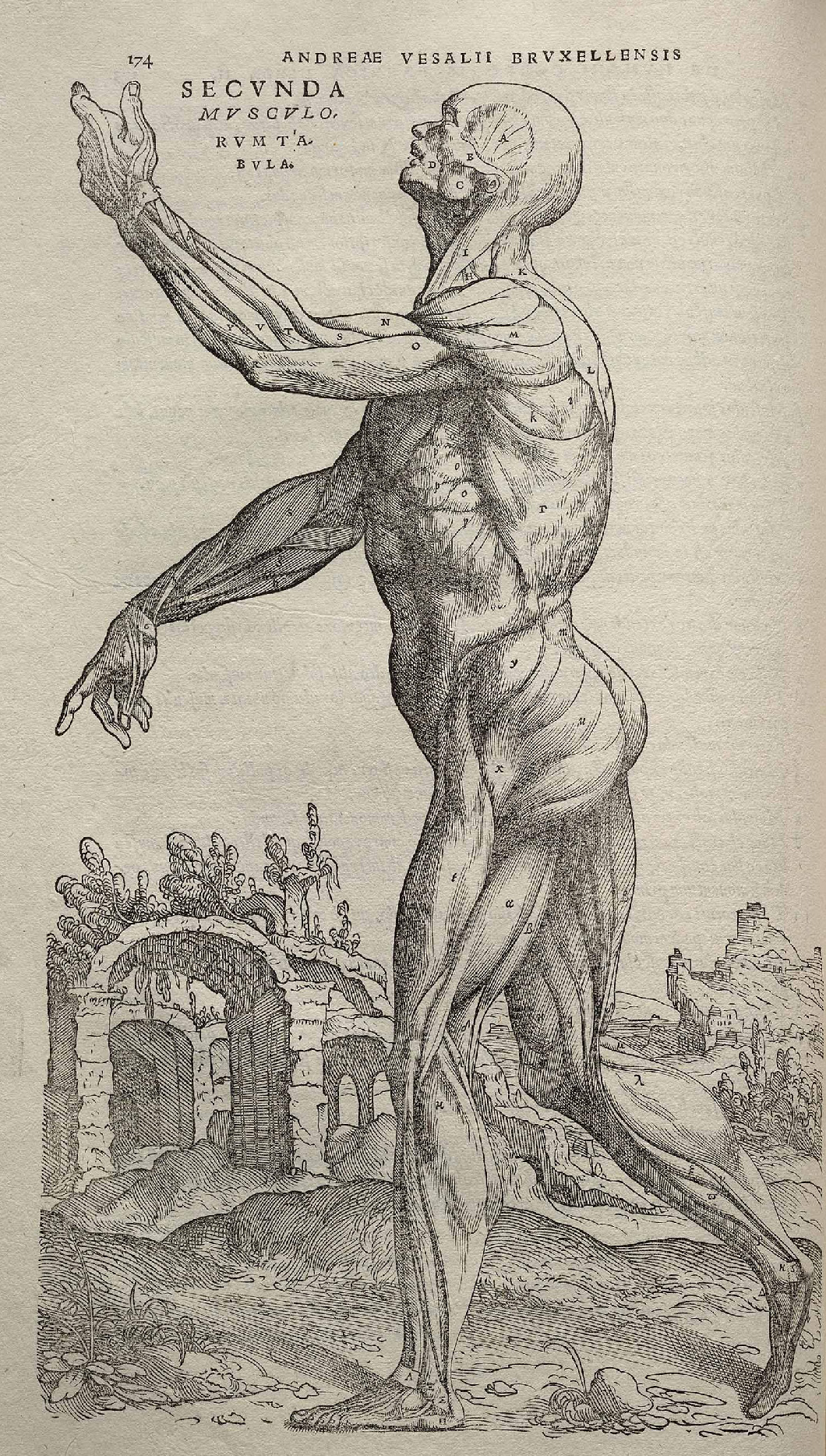
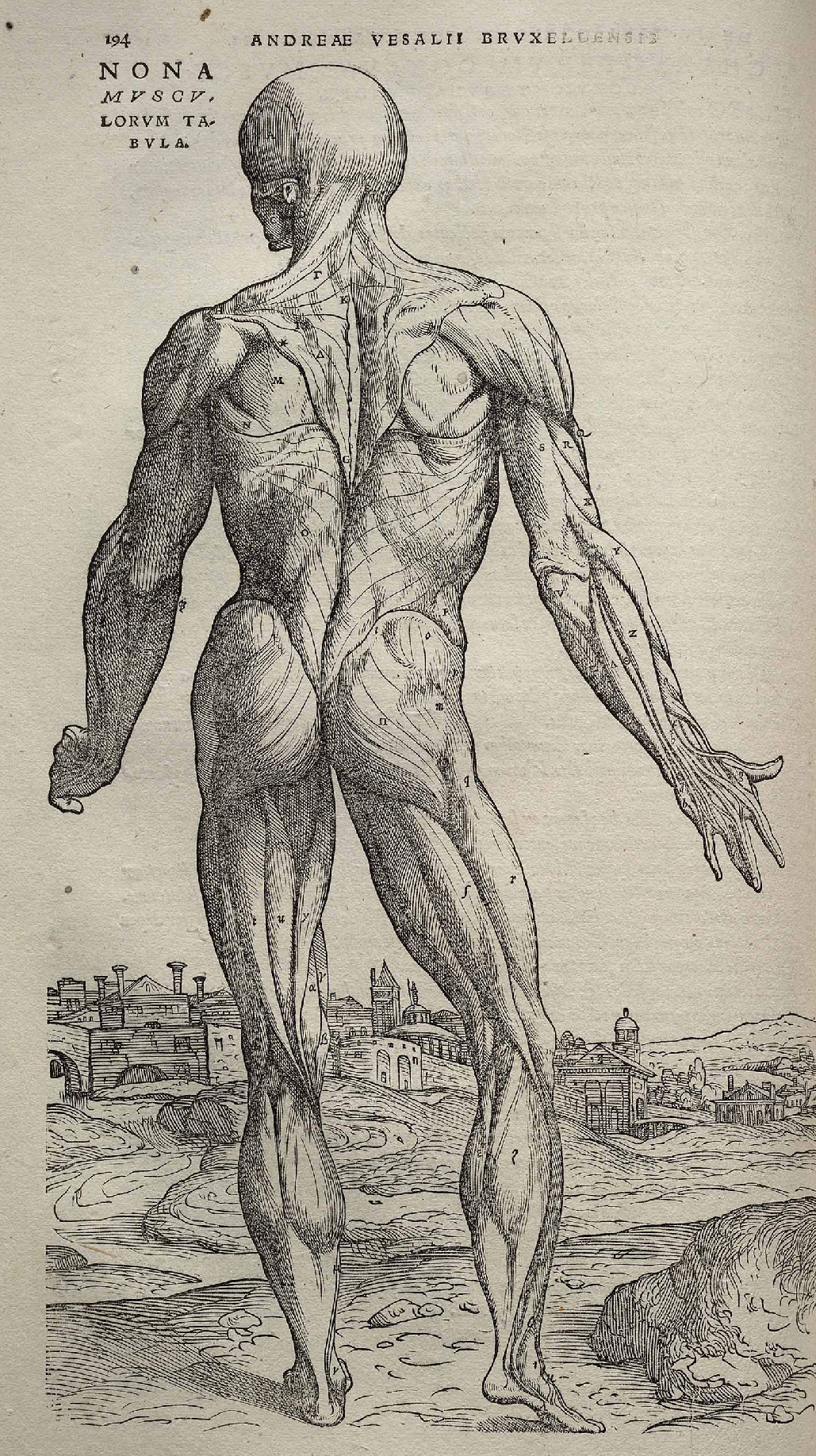
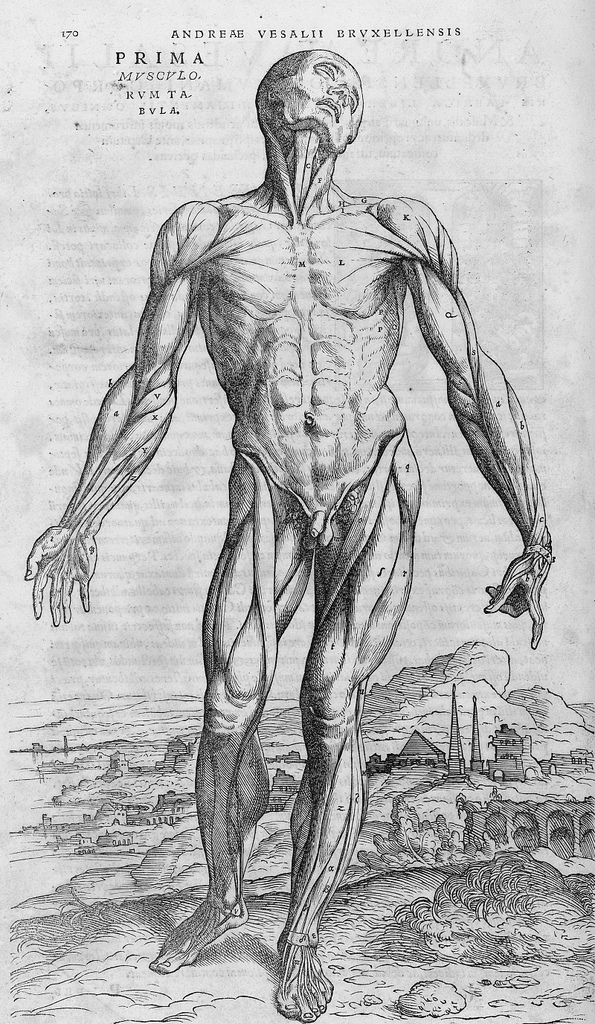
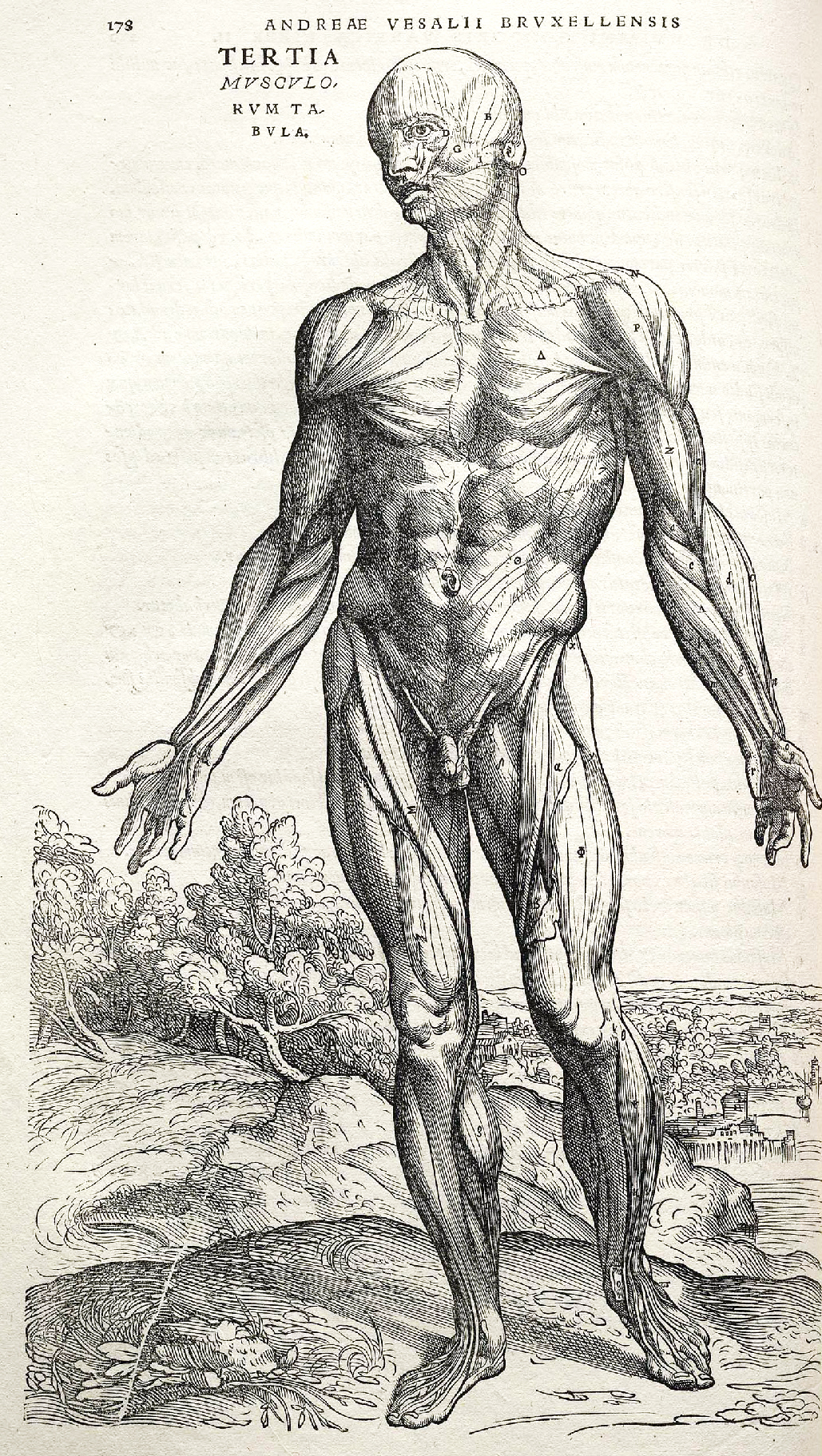
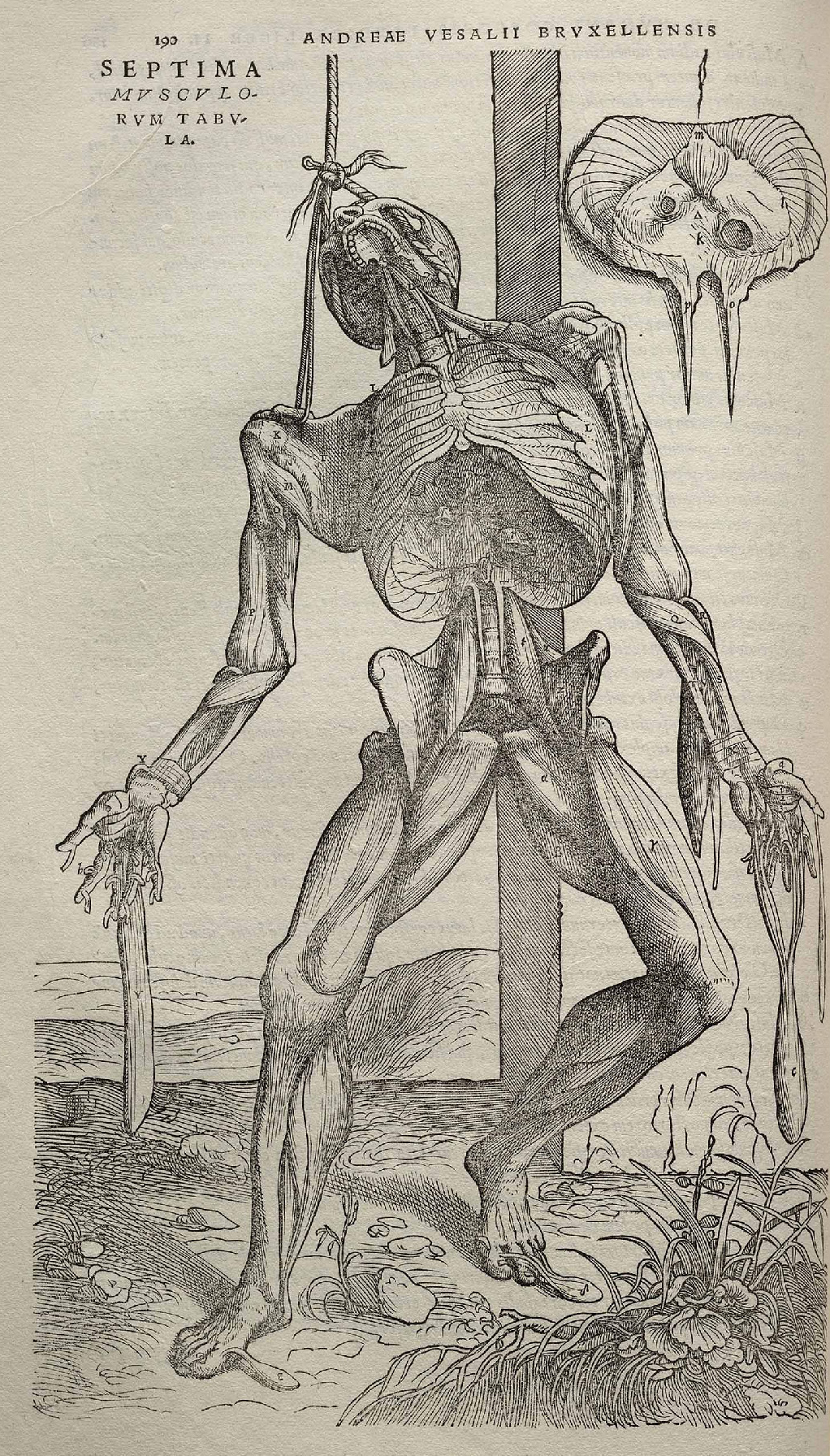
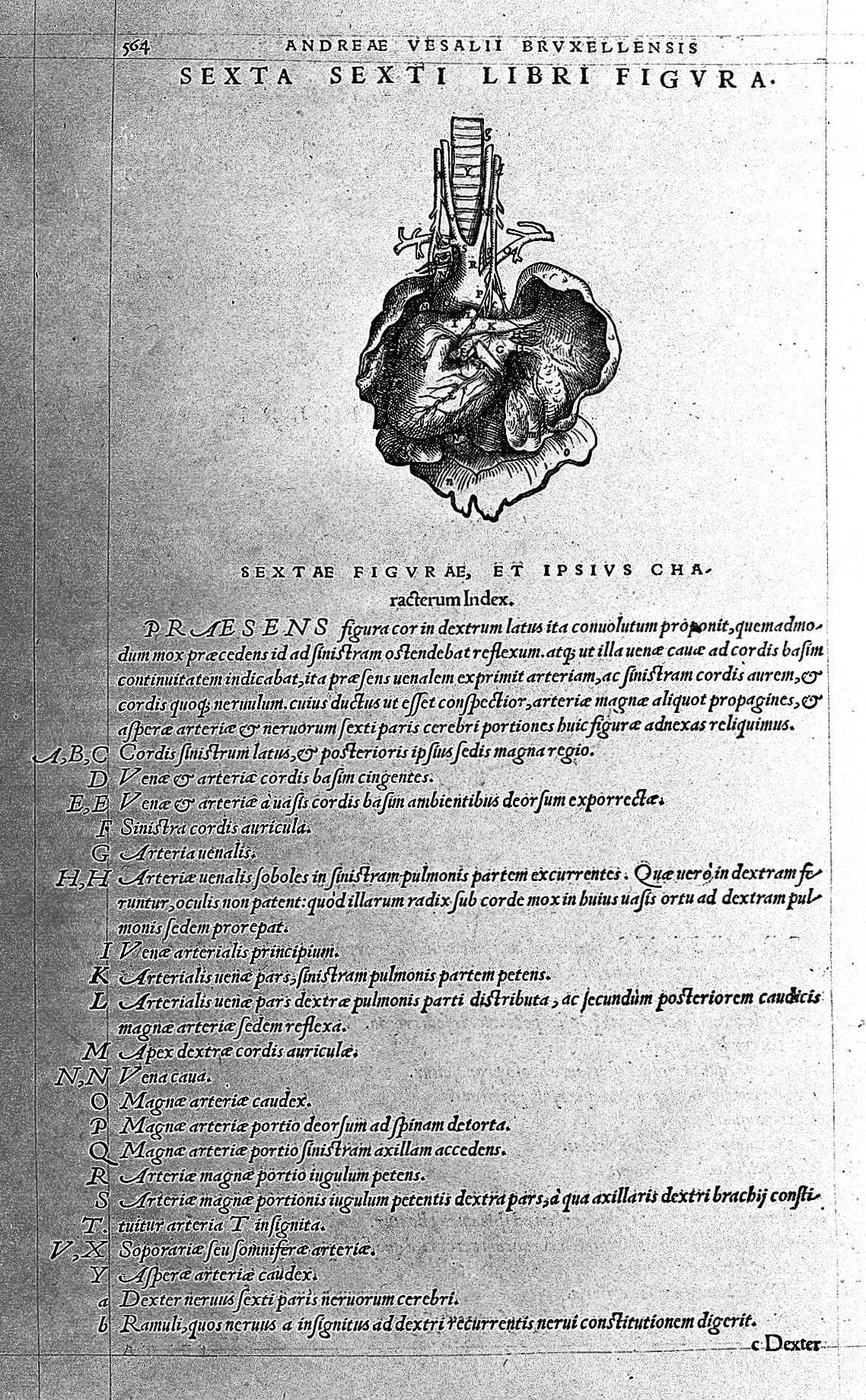
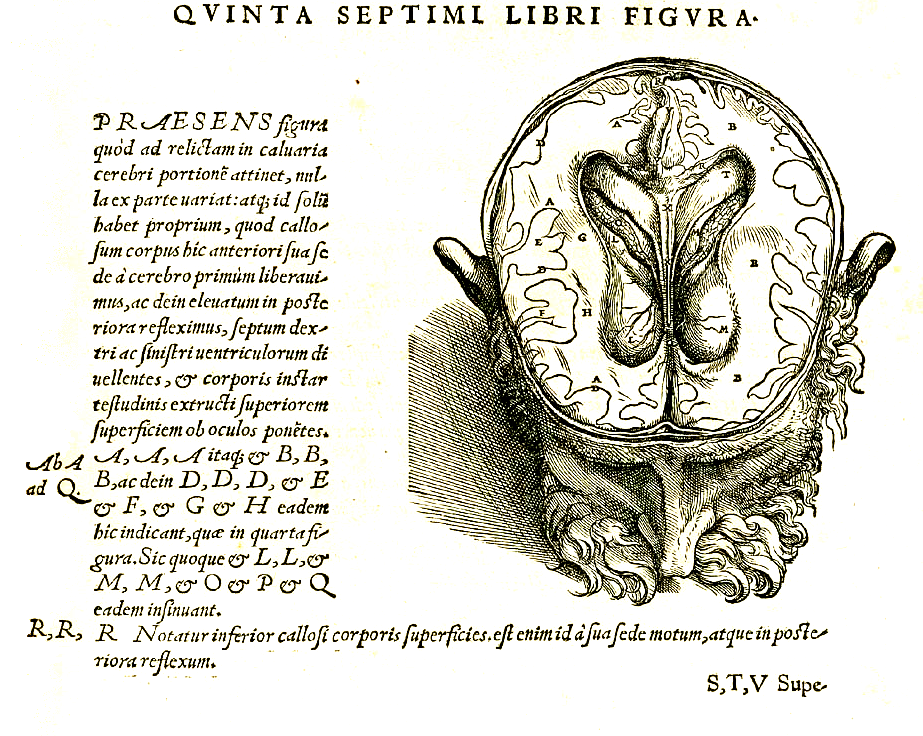

## Ehrung
Die Pflanzengattung Vesalea M.Martens & Galeotti aus der Familie der Geißblattgewächse (Caprifoliaceae) wurde 1844 nach ihm benannt.
1970 wurde der Mondkrater Vesalius und 1987 der Asteroid (2642) Vésale nach ihm benannt. Gleiches gilt für den Mount Vesalius in der Antarktis.
Die International Federation of Associations of Anatomists (IFAA) hat an Vesalius’ Todestag, dem 15. Oktober, den Welttag der Anatomie initiiert.

## Schriften
- Andreas Vesalius: Scholae Medicorum Patauinae Professoris, De humani corporis fabrica libri septem
- De humani corporis fabrica libri septem. Johannes Oporinus, Basel (Juni) 1543, doi:10.3931/e-rara-20094 (2. Auflage ebenda 1555; Neudruck Brüssel 1970.)
- De humani corporis fabrica librorum Epitome. Basel 1543.
- The Fabric of the Human Body, the complete English translation of the Fabrica with annotations, stories and images of Vesalius and his work
- Beispielseiten aus dem Erstdruck seines Hauptwerkes
- Andreae Vesalii Icones anatomicae. J. F. Lehmanns Verlag, München. (Erster moderner Neudruck sämtlicher Holzschnitte der Werke Vesals.)
- Englische Übersetzung der Fabrica mit Kommentar (im Aufbau)
- Andreas Vesalius, VESALIUS Projekt. Infos zu den neuen DVD „De Humani Corporis Fabrica“ produziert von der Bibliothek der Gesundheitswissenschaften des Universitätskrankenhauses Ferrara – Italien.(Fabrica auf CD; aber nicht erhältlich)